# Lago Gemio superiore
Il lago Gemio superiore è un lago naturale di origine glaciale che si trova in provincia di Parma, ha un'estensione di 35700 m² e una profondità massima di 5 m, il volume di acqua dell'invaso è di 68000 m³ Con il Lago Gemio inferiore costituisce i Laghi Gemini.

## Geografia
Il lago, situato a 1.357 m s.l.m nel comune di Corniglio, si trova nella parte occidentale del Parco nazionale dell'Appennino Tosco-Emiliano e fa parte anche del Parco regionale dei Cento Laghi. È collocato in un vallone dominato poco più a sud dal crinale sul quale svettano il monte Paitino (1837 m s.l.m) e il monte Matto (1837 m s.l.m), mentre la Rocca del Piumacciolo (1714 m s.l.m) funge da spartiacque fra la Val Parma e la Val Cedra.
Anche se leggermente più esteso del Lago Gemio inferiore, possiede un volume d'acqua inferiore a causa della minor profondità rispetto al lago gemello.
Il lago è di origine glaciale e si è creato come il Lago Gemio inferiore per effetto della sovraescavazione del Macigno risalente al periodo oligocenico causata dal ramo del ghiacciaio che scendeva dal vallone del Lago Scuro parmense.

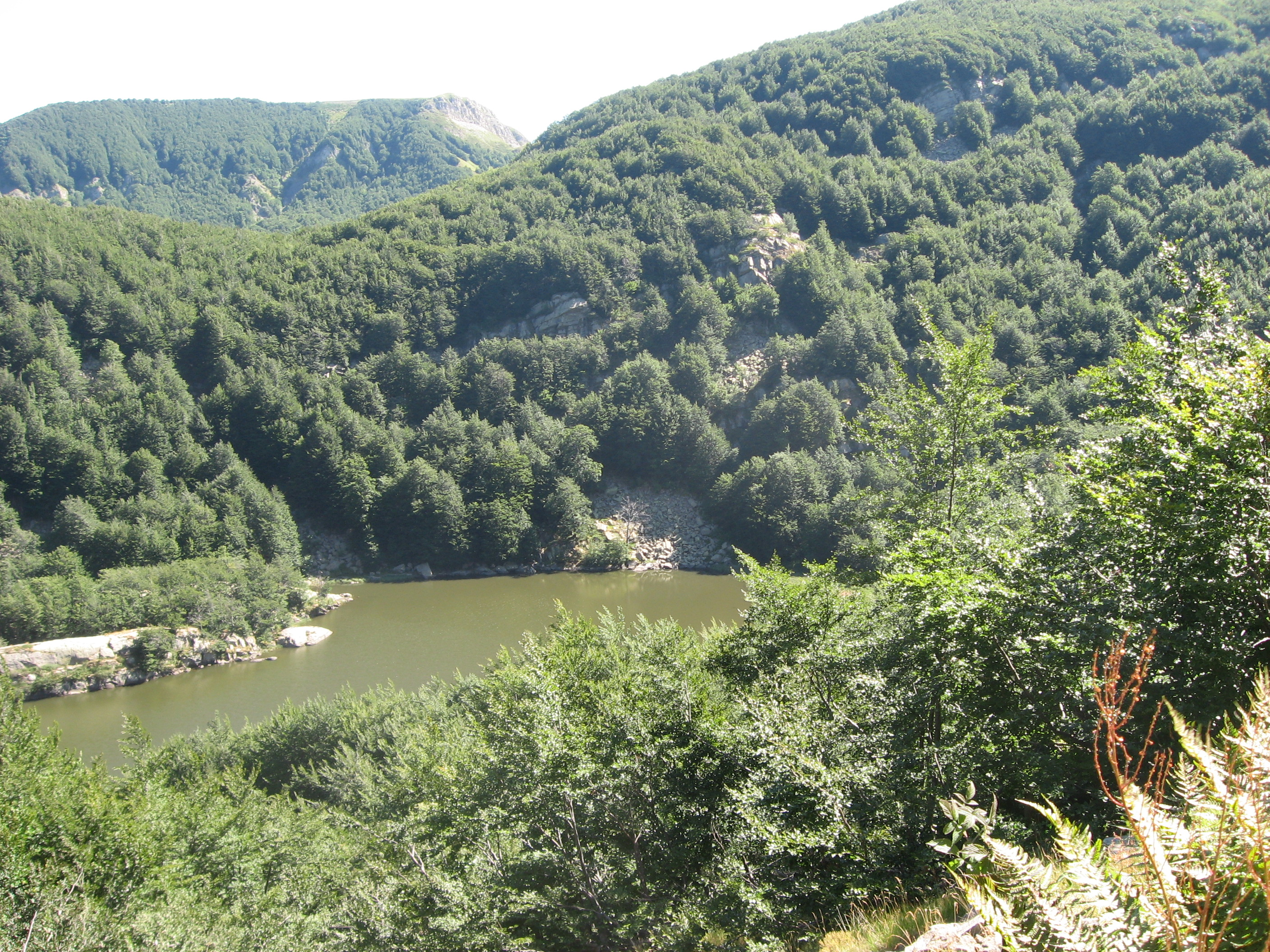
Lago Gemio superiore visto dal sentiero che porta al Lago Scuro parmense

Di forma piuttosto tozza e irregolare, presenta in direzione nord una coda che si prolunga verso valle e che termina con l'emissario che esce dal lago da nord est e che dopo una corsa di circa 200 m e un dislivello di 20 m finisce con l'immettersi nel Lago Gemio inferiore.
L'immissario del lago consiste invece in un torrente originato dall'unione del rio lago Scuro, proveniente dal vicino Lago Scuro parmense con un ruscello che drena le acque del crinale nella zona del Monte Paitino.
Tale immissario si immette nel lago sulla riva meridionale trasportando durante le piene una gran quantità di sedimenti che lentamente stanno interrando la zona sud dello specchio lacustre.

## Flora e fauna
La vegetazione lacustre è presente solo nella zona dove si immette l'immissario, riguardo alla fauna il lago è popolato da una fauna ittica molto importante prevalentemente costituita da trote fario.

## Raggiungere il lago
Situato nel territorio del comune di Corniglio, il lago è raggiungibile dalla frazione di Bosco percorrendo la strada che conduce a Lagdei, in località Cancelli, si svolta a sinistra e dopo aver percorso circa 5 km si arriva al Rifugio Lagoni collocato sul dosso morenico che chiude il lago Gemio inferiore. Sulla sponda destra di tale lago, trascurando il sentiero 711 che sale verso la zona del lago Scuro Parmense, si può percorrere un sentiero che corre lungo il perimetro del lago stesso, da lì costeggiando l'immissario si accede alla conca del Lago Gemio superiore.